# Руч’ї (Конаковський район)
Руч’ї (рос. Ручьи) — присілок в Конаковському районі Тверської області Російської Федерації.
Населення становить 669 осіб. Входить до складу муніципального утворення Ручйовське сільське поселення.

## Історія
Від 2005 року входить до складу муніципального утворення Ручйовське сільське поселення.

## Населення
| 1859 | 1887 | 1997 | 2002 | 2010 |
| ---- | ---- | ---- | ---- | ---- |
| 866  | ↘524 | ↗697 | ↘664 | ↗669 |